# Montigny-aux-Amognes
Montigny-aux-Amognes is een gemeente in het Franse departement Nièvre (regio Bourgogne-Franche-Comté) en telt 547 inwoners (2009). De plaats maakt deel uit van het arrondissement Nevers.

## Geografie
De oppervlakte van Montigny-aux-Amognes bedraagt 24,9 km², de bevolkingsdichtheid is 21,7 inwoners per km².
De onderstaande kaart toont de ligging van Montigny-aux-Amognes met de belangrijkste infrastructuur en aangrenzende gemeenten.

## Demografie
Onderstaande figuur toont het verloop van het inwonertal (bron: INSEE-tellingen).